# Mai-Ndombemeer
Het Mai-Ndombemeer voorheen Leopold II-meer is een meer in de provincie Mai-Ndombe van de Democratische Republiek Congo. Het meer op een hoogte van 300 m heeft een oppervlakte van 3.200 km² bij een gemiddelde diepte van 5 m. In het regenseizoen is het meer evenwel gegroeid tot een oppervlakte van 8.200 km² met een diepte van 10 m. Het meer mondt uit in de Fimi, een zijrivier van de Kasaï, op zijn beurt een zijrivier van de Kongo.
Aan de oevers van het meer ligt Inongo, de provinciehoofdstad van Mai-Ndombe. Andere steden met havens zijn Ndongese en Kutu, aan de zuidelijk uiteinde van het meer. Het meer is het hele jaar door bevaarbaar. In het noorden is het meer omgeven door dichtbegroeide evenaarswouden, in het zuiden door savanne.
De historische naam van het meer, die tot 1972 behouden bleef, is het Leopold II-meer, naar de voormalige heerser over Congo, Leopold II van België. De nieuwe naam van het meer, en de hiernaar vernoemde provincie Mai-Ndombe betekent "zwart water" in Lingala.
Het meer ligt in het grotere groengebied Tumba-Ngiri-Maindombe, het grootste gebied aangeduid als drasland van internationale betekenis vastgelegd op de Conventie van Ramsar.